# Anfang (typografi)

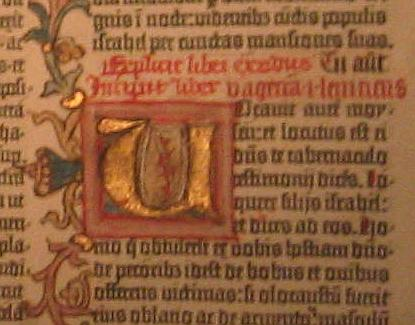
Detalj från Gutenbergs Bibel. Anfang i bladguld och illuminationer är ditmålade för hand efter tryckningen.

Anfang är inom kalligrafin och typografin en förstorad och ofta omarbetad och utsmyckad initial (första bokstav) i en text.
Bruket uppkom på 600-talet. Under medeltiden kunde handskrifternas anfanger uppta en hel boksida. Johannes Gutenberg tog med sig denna grafiska utformning till boktryckarkonsten, påverkad av sengotikens stil. Inkunablerna hade ofta handmålade anfanger och utfördes av illuminatörer, men för modern tryckning kan särskilda typsnitt användas för detta ändamål, till exempel Rothenburg Decorative.
På några andra språk kallas en anfangsbokstav "initial".